# Velvyslanectví Argentiny (Athény)
Velvyslanectví Argentiny v Athénách (španělsky: Embajada de la República Argentina en Atenas; řecky: Πρεσβεία της Αργεντινής Δημοκρατίας) je zastupitelský úřad Argentiny v Řecku. Nachází se na ulici Vasilissis Sofias 59 v Athénách, hlavním městě Řecka.